# Taste (2021)
Taste (Originaltitel Vị) ist ein Filmdrama von Lê Bảo, das im Juni 2021 im Rahmen der Internationalen Filmfestspiele Berlin seine Premiere feierte.

## Handlung
Eigentlich ist Bassley aus Nigeria nach Vietnam gekommen, um als Spieler für einen Fußballverein in Ho-Chi-Minh-Stadt Geld zu verdienen. Er hat seinen 9-jährigen Sohn in der Heimat zurückgelassen, mit dem er regelmäßig Kontakt über Videochat hat. Als Bassleys Vertrag nach einer Verletzung aufgehoben wird, lebt er fortan mit vier Frauen mittleren Alters zusammen. Es dringt kaum Sonnenlicht in die zementgrauen Räume in diesem  heruntergekommenen Teil der Stadt.
Bassley arbeitet in einem Friseurgeschäft, wo er meist die Haare zusammenfegt oder als Masseur tätig ist, eine Aufgabe, die er aufgrund seiner Einschränkung auch mit den Füßen erledigen kann. Er übernimmt auch Hausbesuche, bei denen er mit dem Rad zu den Kundinnen fährt, um ihnen die Haare zu machen. 
Die vier Frauen arbeiten als Näherinnen und Messerschleiferinnen. Sie haben ein kleines Schwein, das sie baden, streicheln, mit dem sie kuscheln und das sie regelmäßig wiegen. In der Zeit gemeinsam mit seinen vier Mitbewohnerinnen sind sie meist völlig wortlos mit Saubermachen, Kochen, Essen und Schlafen beschäftigt. Sie erledigen zusammen die Einkäufe, er hilft ihnen beim Waschen, und manchmal hat er auch Sex mit einer der Frauen.
In den wenigen Gesprächen mit seinen Mitbewohnerinnen erzählt Bassley von seinen Geschwistern und seiner Mutter und wie sie mit dem Vater in ein neues Haus ziehen wollten, der jedoch unvermittelt starb. Die Frauen aber verstehen ihn nicht, wenn er erzählt, und da Bassley Christ ist, betet er regelmäßig zu Gott, der ihm immer zuhört.

## Produktion
Es handelt sich bei Taste um Lê Bảos ersten Spielfilm.
Der Film wird im Rahmen der Internationalen Filmfestspiele Berlin in der Sektion Encounters vorgestellt und feierte hier am 12. Juni 2021 beim Open Air stattfindenden Summer Special seine Weltpremiere. Ende August 2021 wurde er beim Filmfestival Karlovy Vary gezeigt.

## Auszeichnungen
Internationale Filmfestspiele Berlin 2021
- Nominierung in der Sektion Encounters
- Auszeichnung mit dem Special Jury Award
- Nominierung als Bester Erstlingsfilm[5]

New Horizons International Film Festival 2021
- Nominierung im internationalen Wettbewerb[6]

Taipei Film Festival 2021
- Auszeichnung mit dem Großen Preis im International New Talent Competition (Lê Bảo)